# Aar Paar
Pour plus de détails, voir Fiche technique et Distribution.
Aar-Paar est un film indien réalisé par Guru Dutt, sorti en 1954.

## Fiche technique
- Titre français : Aar-Paar
- Réalisation : Guru Dutt
- Scénario : Nabendu Ghosh
- Pays d'origine : Inde
- Format : Noir et blanc - 35 mm - Mono
- Genre : musical, romance, thriller
- Durée : 146 minutes
- Date de sortie : 1954

## Distribution
- Shyama : Nikki
- Guru Dutt : Kalu
- Jagdish Sethi : Lalaji
- Johnny Walker : Rustom
- Jagdeep : Elaichi Sandow
- Shakila : danseur
- Bir Sakuja : captaine
- Rajendra :
- Amir Banu :
- Rashid Khan :
- M.A. Latif :